# Franz Quiring
Franz Quiring (* 5. Mai 1892 in Landsberg/Warthe; † 19. Februar 1957 in Köln) war ein deutscher Diplomat in der Zeit des Nationalsozialismus und Botschafter der Bundesrepublik Deutschland. 

## Leben
Der Sohn des Arztes Hermann Quiring besuchte das Gymnasium in Landsberg und das Gymnasium zum Heiligen Kreuz in Dresden. Nachdem er von 1914 bis 1918 Soldat im Ersten Weltkrieg gewesen war, zuletzt im Rang eines Leutnants d. R., beendete er 1920 das Studium der Volkswirtschaft, Geschichte und Philosophie in Berlin mit der Promotion.
Am 5. Mai 1920 trat er in den Auswärtigen Dienst ein und war zunächst in der Botschaft in Moskau und dem Konsulat in Charkow eingesetzt. Weitere Einsätze führten ihn nach Kairo, Brüssel und von 1930 bis 1934 als Konsul in das Generalkonsulat Kattowitz, sodann nach Madrid, Paris und Genf. Zum 1. Mai 1933 trat er der NSDAP bei (Mitgliedsnummer 2.562.752).
Nach Beendigung des Westfeldzuges wurde er ab dem 22. Juni 1940 beim Bevollmächtigten des AA beim Militärbefehlshaber Frankreich eingesetzt. Unter dem Botschafter Otto Abetz leitete er als Generalkonsul die Konsularabteilung. Dabei sorgte er mit dem Botschafter Abetz für die Ausbürgerung der vor 1939 nach Frankreich geflohenen deutschen Juden und lieferte Namenslisten der betroffenen „Volljuden“ an Unterstaatssekretär Martin Luther nach Berlin. Ab 1942 erfolgte die Deportation der Juden aus Frankreich in das KZ Auschwitz, bei der das Vichy-Regime und die deutsche Botschaft zusammenwirkten. Ab 1944 betreute Quiring die Mitglieder der Vichy-Regierung, die nach Sigmaringen geflohen waren.
Nach Kriegsende war Quiring bis Februar 1946 in französischer Kriegsgefangenschaft. Über seine Entnazifizierung ist nichts bekannt. Danach arbeitete er beim Kosmos-Pressedienst in Baden-Baden und erhielt 1950 wieder eine Stelle im Öffentlichen Dienst. Am 6. Oktober 1954 kehrte er in den Auswärtigen Dienst zurück und wurde zum ersten Gesandten der Bundesrepublik in Kabul ernannt.